# Elin Wallin

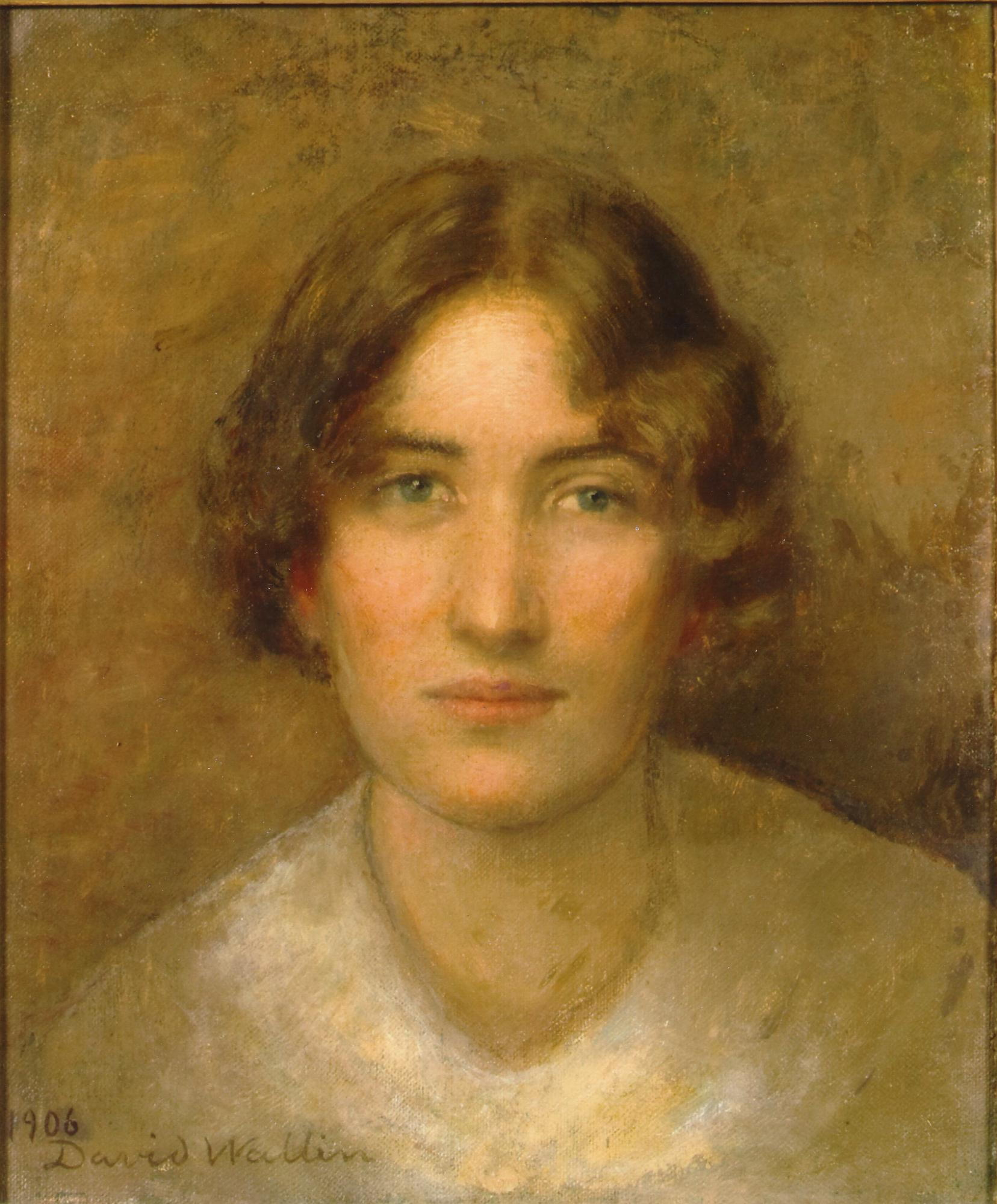
Elin Walin, 1906 porträtiert in Paris von ihrem Ehemann David Wallin

Elin Kristina Wallin (* 29. Dezember 1884 in Göteborg; † 25. März 1969 in Stockholm) war eine schwedische Künstlerin und Malerin.

## Leben
Elin, die Tochter des Volksschullehrers Viktor Lundberg und seiner Frau Anna Lundberg, geborene Kalling, wuchs in der Örebroer Ekersgatan 13 auf. Nach dem Besuch der dortigen Mädchenschule absolvierte sie 1902 das Rudbecksgymnasium Örebro. Im selben Jahr machte sie die Meisterprüfung für Handarbeit bei Hulda Lundin (1847–1921) in Stockholm. Anschließend studierte Elin bis 1904 bei Caleb Althin (1866–1919) in der Östermalmer Grevgatan 26 Malerei. In ihren frühen Stockholmer Jahren belegte sie an der Konstfack Abendkurse in Kunst und Design. Von 1905 bis 1906 und von 1910 bis 1911 setzte Elin ihre Studien der Malerei an der Pariser Académie Colarossi fort. Reisen führten sie in den Jahren 1905 bis 1911 nach Dänemark, Italien, Deutschland und London.
Als Malerin und Zeichnerin war Elin Wallin in den Jahren 1902 bis 1919 besonders produktiv.
Ab 1913 lebte sie mit der Familie auf der Hjärnegatan 10 in Kungsholmen und ab 1928 auf dem Karlavägen 43 in Östermalm.
Ihre letzte Ruhe fand Elin Wallin auf dem Solnaer Norra begravningsplatsen.

## Familie
Elin Lundberg heiratete am 14. September 1905 David Wallin. Das Paar bekam sieben Kinder. Die Hausfrau habe voll innerer Kraft anfallende Herausforderungen bestanden. Bekannt wurden Elins Tochter, die Malerin Bianca Wallin (1909–2006) und ihr Sohn, der Maler Sigurd Wallin (1916–1999).